# Alejandro Núñez Alonso
Alejandro Núñez Alonso (Gijón, Asturias, 1905 - Quebec, Canadá, 7 de octubre de 1982), novelista, periodista y guionista de cine español, conocido sobre todo por sus novelas históricas sobre Benasur y Semíramis. 

## Biografía
Su primera vocación es el teatro. A mediados de los años 20, con varios dramas inéditos bajo el brazo, se traslada a Madrid para hacer carrera como dramaturgo, pero no logra estrenar sus obras. Para ganarse la vida, trabaja como periodista en los diarios El heraldo y La Libertad, ejerciendo en este último como crítico de cine. A finales de 1929 se marcha a México, donde cultiva la pintura, trabaja en varios diarios (Excelsior, El universal...), funda dos revistas (Imagen, Mapa y Arte y Plata) y publica sus primeras novelas: Konco (que fue llevada al cine), Mujer de medianoche, historia de una prostituta, y Días de huracán. En 1949 se traslada a Europa. Tras una estancia como corresponsal en Roma y París, regresa a España en 1953 y publica La gota de mercurio (1954), monólogo interior con influencias de Joyce y Proust, que resulta finalista del premio Nadal. La siguen Segunda agonía (1955) y Tu presencia en el tiempo (1955), novelas ambientadas en México. En los años siguientes, además de numerosas obras sueltas, desarrolla dos ciclos de novelas históricas: el de Benasur de Judea y el de Semíramis. En vida, sus novelas cosechan un gran éxito de público y crítica (Premio Nacional de Literatura en 1957 y de la Crítica en 1965). Tras su muerte, cae en un paulatino olvido. Durante años, todas sus obras permanecieron descatalogadas, hasta que Nabla Ediciones empezó a reeditar las sagas de Benasur y Semíramis en 2008.

## Obras

### Ciclo de Benasur de Judea
Pentalogía de novelas históricas ambientadas en la Roma del siglo I d. C. Su protagonista es Benasur, un astuto navarca judío que finge lealtad a Roma, pero procura en secreto la ruina del Imperio. El contacto con Cristo y los apóstoles modifica profundamente su carácter, llevándole a un final inesperado. 
- El lazo de púrpura (1956), Premio Nacional de Literatura. Reeditado por Nabla Ediciones (2008) ISBN 978-84-92461-12-7
- El hombre de Damasco (1958). Nabla Ediciones (2009) ISBN 978-84-92461-28-8
- El denario de plata (1959)
- La piedra y el César (1960)
- Las columnas de fuego (1961).

### Ciclo de Semíramis
Tetralogía situada en el siglo IX a. C., que gira alrededor de la legendaria reina Semíramis. Tras la muerte de su marido, el rey asirio Shamshiadad V, Semíramis logra hacerse con el poder en toda Mesopotamia. Obsesionada por la eterna juventud, parte a la guerra a la India para lograr un suministro estable de la planta de Gilgamesh, que, según ha descubierto un médico egipcio, otorga la longevidad. Aunque la reina tiene inclinaciones lésbicas, su gran amor es un misterioso vagabundo consagrado al dios Enlil, Dungui. Los años pasan y la reina, que vuelve victoriosa de la India, no envejece. Su hijo, Adad-nirari III, alcanza la mayoría de edad e intenta disputarle el poder, pero Semíramis se impone y lo envía a la guerra a Urartu. El valido de Semíramis, Beltarsiluma, un hombre maduro descreído e ingenioso, que había sido también su preceptor, cae en desgracia y es relegado a tareas académicas en la ciudad de Borsippa. Desde allí organiza una rebelión estudiantil contra la reina, que es a la vez política y religiosa, pues pretende convertir al dios de la sabiduría, Nabu, en el rey de los dioses. La reina se impone por la fuerza y obliga a su antaño preceptor al suicidio. Cada vez más inhumana, Semíramis se retira a un segundo plano dejando que su nieto Tiglatpileser III gobierne, pero manteniendo su poder en la sombra. Finalmente, alguien intentará dar muerte a la reina, cuya eterna juventud asombra y horroriza a quienes conocen su secreto.
- Semíramis (1965). Nabla Ediciones (2008) ISBN 978-84-92461-18-9
- Sol de Babilonia (1967)
- Estrella solitaria (1973)
- La reina desnuda (1974)

### Otras obras
- Páginas (1926) (ensayos)
- Konco (1943)
- Mujer de medianoche (1945)
- Días de huracán (1949)
- La gota de mercurio (1954)
- Segunda agonía (1955)
- Tu presencia en el tiempo (1955)
- Cuando don Alfonso era rey (1962)
- Gloria en subasta (1964), Premio de la Crítica 1965. Reeditado por Nabla Ediciones (2009) ISBN 978-84-92461-20-2
- Pecado original (1964)
- Víspera sin mañana (1971)
- Al filo de la sospecha (1971)
- Arriba Israel (1977)